# Gare de Saint-Hilaire
Pour les articles homonymes, voir Gare de Saint-Hilaire (homonymie).
La gare de Saint-Hilaire est une gare ferroviaire française de la ligne de Fives à Hirson, située sur le territoire de la commune de Saint-Hilaire-sur-Helpe dans le département du Nord, en région Hauts-de-France.
C'est une halte voyageurs de la Société nationale des chemins de fer français (SNCF) desservie par des trains TER Hauts-de-France.

## Situation ferroviaire
Établie à 151 mètres d'altitude, la gare de Saint-Hilaire est située au point kilométrique (PK) 92,070 de la ligne de Fives à Hirson, entre les gares de Dompierre et d'Avesnes.

## Service des voyageurs

### Accueil
Halte SNCF, c'est un point d'arrêt non géré (PANG) à entrée libre.

### Desserte
Saint-Hilaire est desservie par des trains TER Hauts-de-France qui effectuent des missions entre les gares : de Lille-Flandres et d'Hirson, ou Charleville-Mézières.

### Intermodalité
Le stationnement des véhicules est possible à proximité.